# Twilight Bay
Die Twilight Bay (englisch für Dämmerungbucht) ist eine kleine Bucht an der Küste des ostantarktischen Mac-Robertson-Lands. Sie ist eine Einbuchtung des westlichen Ausläufers des Amery-Schelfeises.
Luftaufnahmen der Bucht entstanden 1956 bei der Australian National Antarctic Research Expeditions (ANARE). Ihre geographische Position ermittelten ANARE-Wissenschaftler im Februar 1968. Benannt ist sie nach dem Umstand, dass ihre Vermessung damals in der Abenddämmerung vorgenommen wurde.